# Kozjak (jezioro)
Kozjak – jezioro w Chorwacji, w Parku Narodowym Jezior Plitwickich, największe i najgłębsze z 16 jezior krasowych, tworzących kompleks Jezior Plitwickich. Leży w południowej części gór Mała Kapela, wchodzących w skład Gór Dynarskich. Położone jest na granicy dwóch zespołów połączonych kaskadowo jezior: tzw. Górnych Jezior, do których zalicza się Kozjak i Dolnych Jezior. Zajmuje powierzchnię 0,83 km², głębokość maksymalna wynosi 46 m. Jezioro charakteryzuje się bardzo dużą przezroczystością wody, wynoszącą ok. 8 m. Na akwenie znajduje się wyspa Štefanijin (Štefanijin Otok).